# Saku Koivu
Saku Antero Koivu (* 23. November 1974 in Turku) ist ein ehemaliger finnischer Eishockeyspieler. Der Center verbrachte den größten Teil seiner Karriere, die von 1990 bis 2014 andauerte, bei den Canadiens de Montréal in der National Hockey League und führte das Team dabei in zehn Spielzeiten als Mannschaftskapitän an. Von 2009 bis zu seinem Karriereende stand er bei den Anaheim Ducks unter Vertrag. Koivu, der seine Karriere 2001 wegen einer Krebserkrankung unterbrechen musste, gewann die Bill Masterton Memorial Trophy sowie die King Clancy Memorial Trophy und wurde mit der finnischen Nationalmannschaft im Jahr 1995 Weltmeister. Seine Karriere wurde im Jahr 2017 mit der Aufnahme in die IIHF Hall of Fame gekrönt.

## Karriere
Saku Koivu war zunächst für TPS Turku aktiv, für die er im Verlauf der Saison 1992/93 in der finnischen SM-liiga debütierte. In seiner Premierensaison gewann der Stürmer mit der Mannschaft sogleich die finnische Meisterschaft, dieser Erfolg wurde zwei Jahre später wiederholt. Während dieser Zeit wurde Koivu 1995 zum Spieler des Jahres der SM-liiga gewählt, nachdem er eine ausgezeichnete Saison 1994/95 absolviert hatte. Der Linksschütze hatte sowohl die Hauptrunde als auch die Playoffs als erfolgreichster Punktesammler der Liga beendet und erhielt neben der Trophäe für den erfolgreichsten Scorer ebenfalls die Auszeichnung als wertvollster Akteur der Hauptrunde, den Playoffs sowie der gesamten Spielzeit überreicht. Im selben Jahr führte er die finnische Nationalmannschaft zu ihrem ersten Weltmeistertitel bei den Welttitelkämpfen.
Im Sommer 1995 transferierte der Center nach Nordamerika und schloss sich den Montréal Canadiens an, von denen der Finne bereits im NHL Entry Draft 1993 in der ersten Runde an insgesamt 21. Position ausgewählt worden war. Er wurde zwar kein Top-Scorer, doch er wusste, wie man eine Mannschaft führt, weshalb Koivu 1999 zum Kapitän der Habs ernannt wurde. Allerdings absolvierte der Finne aufgrund von Verletzungen in seiner ersten Saison mit dem „C“ auf der Brust lediglich 24 Partien.

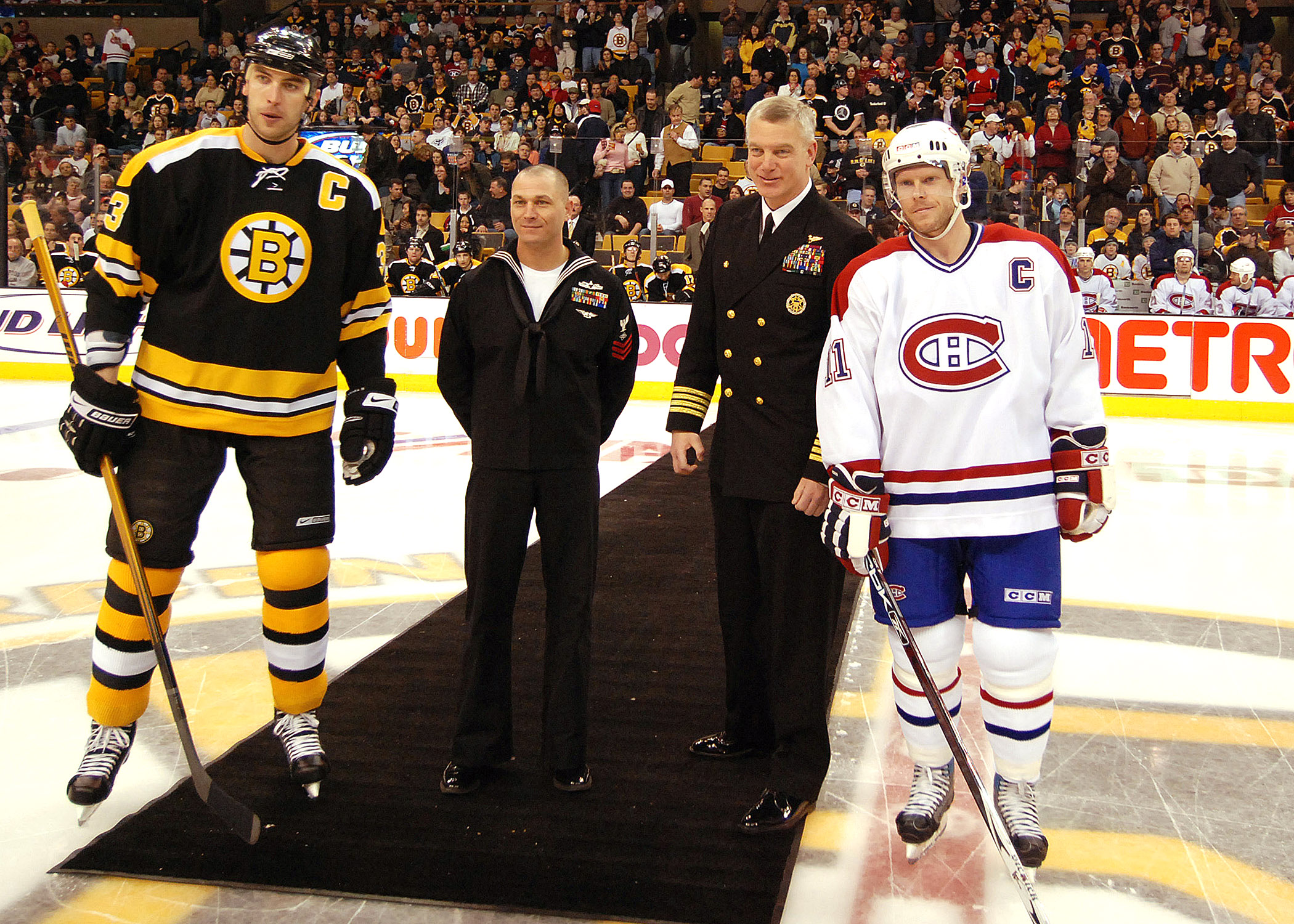
Koivu (re.) im Trikot der Montréal Canadiens

Während der Saison 2001/02 wurde bei ihm Krebs diagnostiziert. Die Behandlung verlief positiv und bereits in den Playoffs kehrte er ins Team zurück. In der ersten Runde besiegten die Canadiens, angeführt durch Koivu, die auf Platz eins gesetzten Boston Bruins. Für sein Comeback wurde er im Juli 2002 mit der Bill Masterton Memorial Trophy ausgezeichnet. Im gleichen Jahr gründete Koivu die Saku Koivu Foundation, die sich mit dem Kampf gegen den Krebs auseinandersetzt. In der folgenden Saison stellte er mit 72 Punkten einen persönlichen Rekord auf.
Da die NHL-Saison 2004/05 aufgrund des Lockout ausfiel, kehrte Saku Koivu in seine Heimat zu TPS zurück, für die er die Saison bestritt. Sein Vater Jukka Koivu war zu diesem Zeitpunkt Trainer des Teams.
Die NHL-Saison 2005/06 fand wieder statt und Koivu erreichte mit Montréal die Playoffs. Doch im dritten Spiel der ersten Runde gegen die Carolina Hurricanes stieß Carolinas Justin Williams mit dem oberen Ende seines Schlägers ins Auge von Koivu. Koivu musste blutend vom Eis und wurde sofort ins Krankenhaus eingeliefert. Williams rief Koivu an und entschuldigte sich. Saku Koivu konnte in den Playoffs nicht mehr eingesetzt werden und unterzog sich nach der Saison einer Operation an seiner beschädigten Netzhaut. In der folgenden Saison nahm er wieder am Spielbetrieb teil.
2007 wurde er mit der King Clancy Memorial Trophy für Führungsqualitäten und soziales Engagement ausgezeichnet. Nach der Saison 2008/09 lief der Vertrag des langjährigen Kapitäns der Canadiens aus und Koivu entschied sich als Free Agent einen Vertrag bei den Anaheim Ducks zu unterzeichnen. Nach weiteren fünf Jahren in Anaheim erklärte Koivu seine aktive Karriere im September 2014 für beendet.

### International
Mit der finnischen Nationalmannschaft gewann er bei den Olympischen Spielen 1994, 1998 und 2010 Bronze und belegte beim World Cup of Hockey 2004 den zweiten Platz, wo er ins All-Star-Team gewählt wurde. Auch bei den Olympischen Spielen 2006 lief er, gemeinsam mit seinem Bruder Mikko, für Finnland auf und gewann die Silbermedaille.
Bei den Wahlen des Internationalen Olympischen Komitees, die während der Spiele in Turin stattfanden, gehörte Koivu zu den 15 Athleten, die sich um zwei freie Plätze in der Athletenkommission bewarben. Am 23. Februar 2006 wurde er zusammen mit der kanadischen Skilangläuferin Beckie Scott gewählt und gehört damit für acht Jahre dem IOC an. Er erhielt 412 von insgesamt 2003 abgegebenen Stimmen der teilnehmenden Athleten.
Im Jahr 2017 wurde Koivu in die IIHF Hall of Fame aufgenommen.

## Erfolge und Auszeichnungen
| - 1993 Finnischer Meister mit TPS Turku - 1993 Europapokal-Gewinn mit TPS Turku - 1995 Finnischer Meister mit TPS Turku - 1995 SM-liiga All-Star-Team - 1995 Jari-Kurri-Trophäe - 1995 Lasse-Oksanen-Trophäe - 1995 Kultainen kypärä | - 1995 Veli-Pekka-Ketola-Trophäe - 1998 Teilnahme am NHL All-Star Game - 2002 Bill Masterton Memorial Trophy - 2003 Teilnahme am NHL All-Star Game (verletzungsbedingte Absage) - 2007 King Clancy Memorial Trophy - 2015 Aufnahme in die Finnische Eishockey-Ruhmeshalle |

### International
| - 1994 Bronzemedaille bei den Olympischen Winterspielen - 1994 Silbermedaille bei der Weltmeisterschaft - 1994 All-Star-Team der Weltmeisterschaft - 1995 Goldmedaille bei der Weltmeisterschaft - 1995 All-Star-Team der Weltmeisterschaft - 1995 Bester Stürmer der Weltmeisterschaft - 1998 Bronzemedaille bei den Olympischen Winterspielen - 1998 Bester Vorlagengeber der Olympischen Winterspiele - 1999 Silbermedaille bei der Weltmeisterschaft - 1999 All-Star-Team der Weltmeisterschaft - 1999 Bester Stürmer der Weltmeisterschaft | - 1999 Bester Vorlagengeber der Weltmeisterschaft - 1999 Topscorer der Weltmeisterschaft - 2004 Zweiter Platz beim World Cup of Hockey - 2004 All-Star-Team des World Cup of Hockey - 2006 Silbermedaille bei den Olympischen Winterspielen - 2006 All-Star-Team der Olympischen Winterspiele - 2006 Bester Vorlagengeber der Olympischen Winterspiele - 2008 Bronzemedaille bei der Weltmeisterschaft - 2010 Bronzemedaille bei den Olympischen Winterspielen - 2017 Aufnahme in die IIHF Hall of Fame |

## Karrierestatistik

### International
Vertrat Finnland bei:
| - U18-Junioren-Europameisterschaft 1992 - U20-Junioren-Weltmeisterschaft 1993 - Weltmeisterschaft 1993 - U20-Junioren-Weltmeisterschaft 1994 - Olympischen Winterspielen 1994 - Weltmeisterschaft 1994 - Weltmeisterschaft 1995 - World Cup of Hockey 1996 | - Weltmeisterschaft 1997 - Olympischen Winterspielen 1998 - Weltmeisterschaft 1999 - Weltmeisterschaft 2003 - World Cup of Hockey 2004 - Olympischen Winterspielen 2006 - Weltmeisterschaft 2008 - Olympischen Winterspielen 2010 |

(Legende zur Spielerstatistik: Sp oder GP = absolvierte Spiele; T oder G = erzielte Tore; V oder A = erzielte Assists; Pkt oder Pts = erzielte Scorerpunkte; SM oder PIM = erhaltene Strafminuten; +/− = Plus/Minus-Bilanz; PP = erzielte Überzahltore; SH = erzielte Unterzahltore; GW = erzielte Siegtore; 1 Play-downs/Relegation; Kursiv: Statistik nicht vollständig)